# Delta Queen
Delta Queen — американский заднеколесный пароход, который в конце 20-х годов XX века заступил на линию Сан-Франциско — Сакраменто в калифорнийском Стоктоне вместе с однотипным Delta King. Как один из немногих сохранившихся в оригинале колёсных пароходов Соединённых Штатов он занесён Национальный реестр исторических мест США как национальный исторический памятник. Лишь в 1946 году судно было переправлено на Миссисипи.

## Конструкция
Корпус судна состоит из гальванизированных стальных сегментов, предварительно изготовленных на верфи William Denny & Brothers в шотландском Дамбартоне и смонтированных в Стоктоне. Приводом является паровая машина компаунд с ходом поршня 3,05 м и мощностью 2000 л.с. Цилиндр высокого давления имеет диаметр 0,66 м, цилиндр низкого давления — 1,33 м. Лопастное колесо с 28 лопатками имеет диаметр 8 м и ширину 6,5 м. Управление первоначально осуществлялось при помощи размещённых перед лопастным колесом четырёх рулей. Позже, в 1948 году было, установлено два дополнительных руля за лопастным колесом; кроме того для маневрирования установлено носовое подруливающее устройство, приводимый дизельным двигателем.
В корпусе судна располагаются каюты экипажа, вспомогательные машины, паровые котлы и резервуары для запасов топлива, воды и масла.
Delta Queen имеет четыре палубы, главная палуба с машинно-котельном отделением в кормовой части, перед ней ресторан и в носовой части холлы и большая лестница, ведущая на пассажирские палубы. Три пассажирские палубы:
Cabin Deck с 22 каютами, библиотекой и кафе,
Texas Deck с 34 каютами и
Sun Deck с 32 каютами, из них четыре Люкса,
которые очень роскошно обставлены. Сверху располагается солнечная палуба и рубка. Палубные надстройки были изготовлены фирмой California Transportation Company в Стоктоне из древесины, имеют трудоёмкую роспись и облицовку. На самой верхней палубе установлен паровой орган. Ранее носовая часть главной палубы использовалась в качестве грузовой палубы.

## История судна

### 1920-е и 1930-е годы
Delta Queen и её судно-близнец Delta King — именуемые «Million Dollar Boats» — были построены в период с 1924 по 1927 год в шотландском Дамбартоне и в Стоктоне. Оба судна были заказаны своим владельцем, California Transportation Co., для замены судов Fort Sutter и Capital City. Delta Queen сошла со стапелей 12 декабря 1925 года — надстройки ещё не были укомплектованы, поэтому была принята в эксплуатацию только 20 мая 1927 года.

### В настоящее время
До 2008 года Delta Queen служило как круизное судно по реке Миссисипи. И поскольку данное в виде исключения разрешение в 2008 году снова истекло, и Конгресс США разрешение больше не продлил, то Majestic America Line объявила 1 августа 2008 года о прекращении эксплуатации Delta Queen в конце 2008 года. Как и в 1970 году сторонники парохода создали комитет спасения «Save the Delta Queen», однако, Delta Queen прекратила свою работу в конце сезона 2008 года. На своей странице в Интернете владельцы объявили, что на 2009 год никаких круизов не планируется, а судно выставляется на продажу.
11 февраля 2009 года Delta Queen прибыла в Чаттанугу в Теннесси, после того как возникли опасения, что судно в покинутом жителями Новом Орлеане будет разграблено. По сообщению новых владельцев, судно будет плавучим бутик-отелем. Как и в случае с судном Delta King и здесь упор будет делаться на гастрономию и культурное использование.

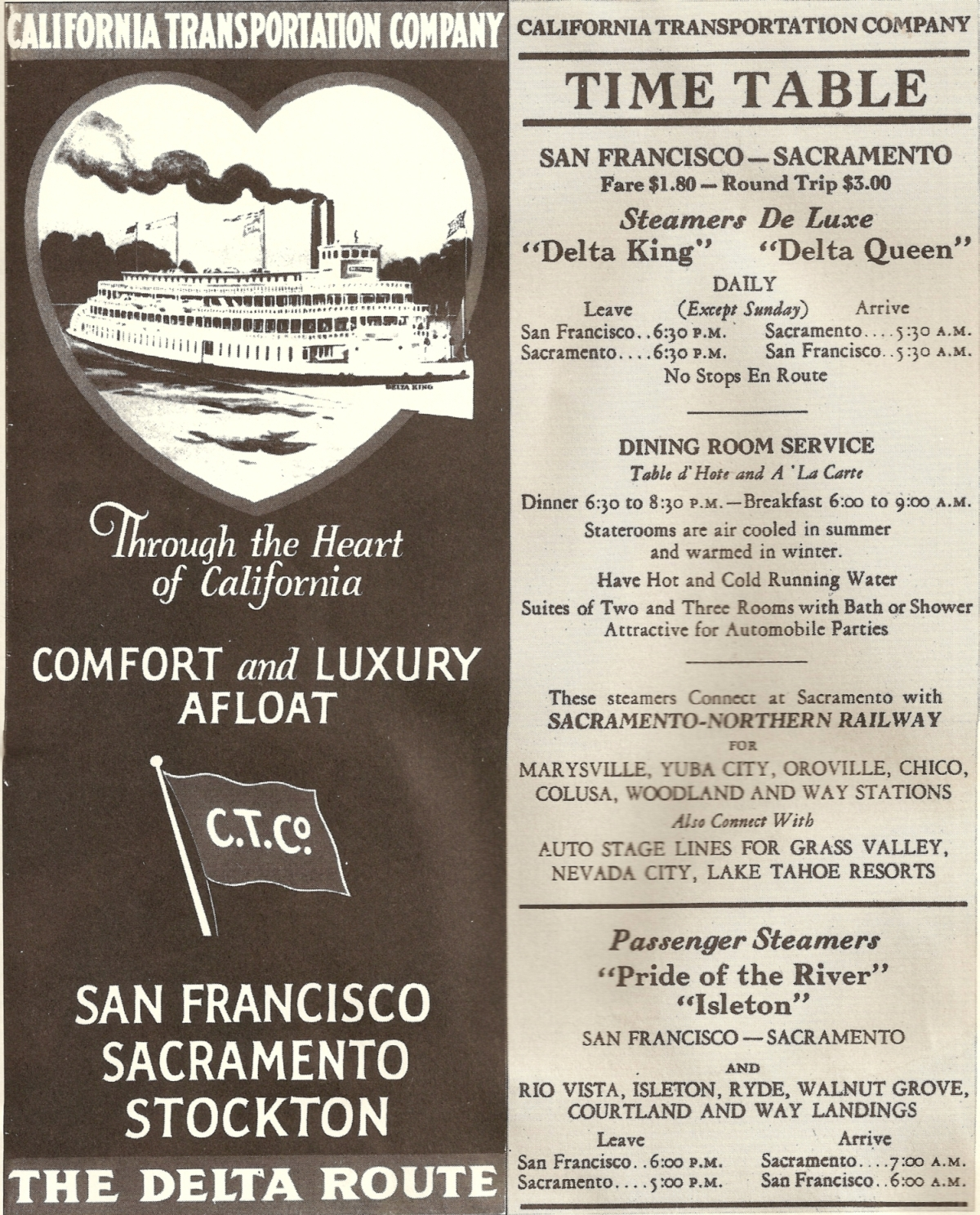
Расписание Delta Queen и Delta King во время открытия (1927)
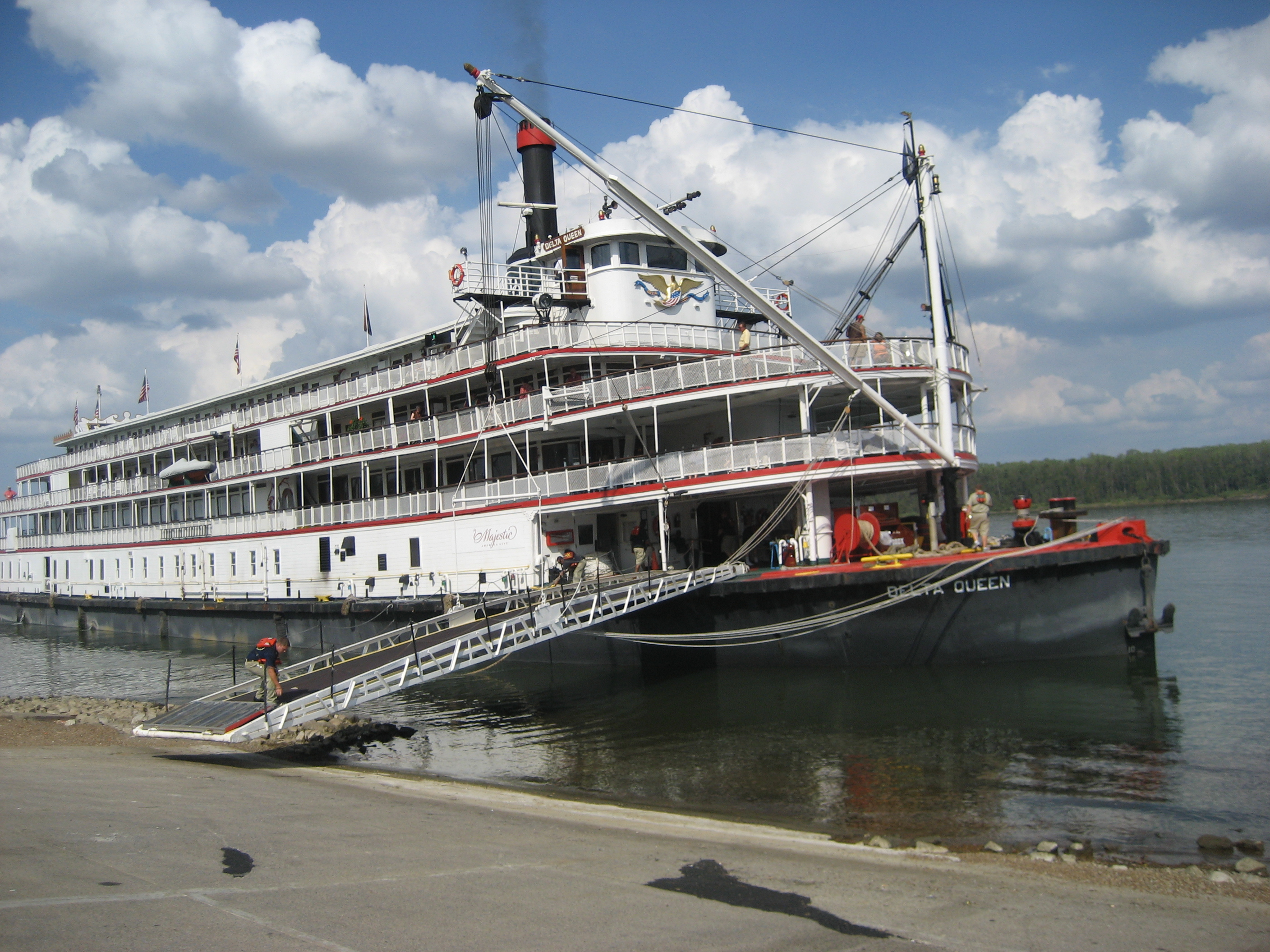
Delta Queen в Падука (Кентукки)
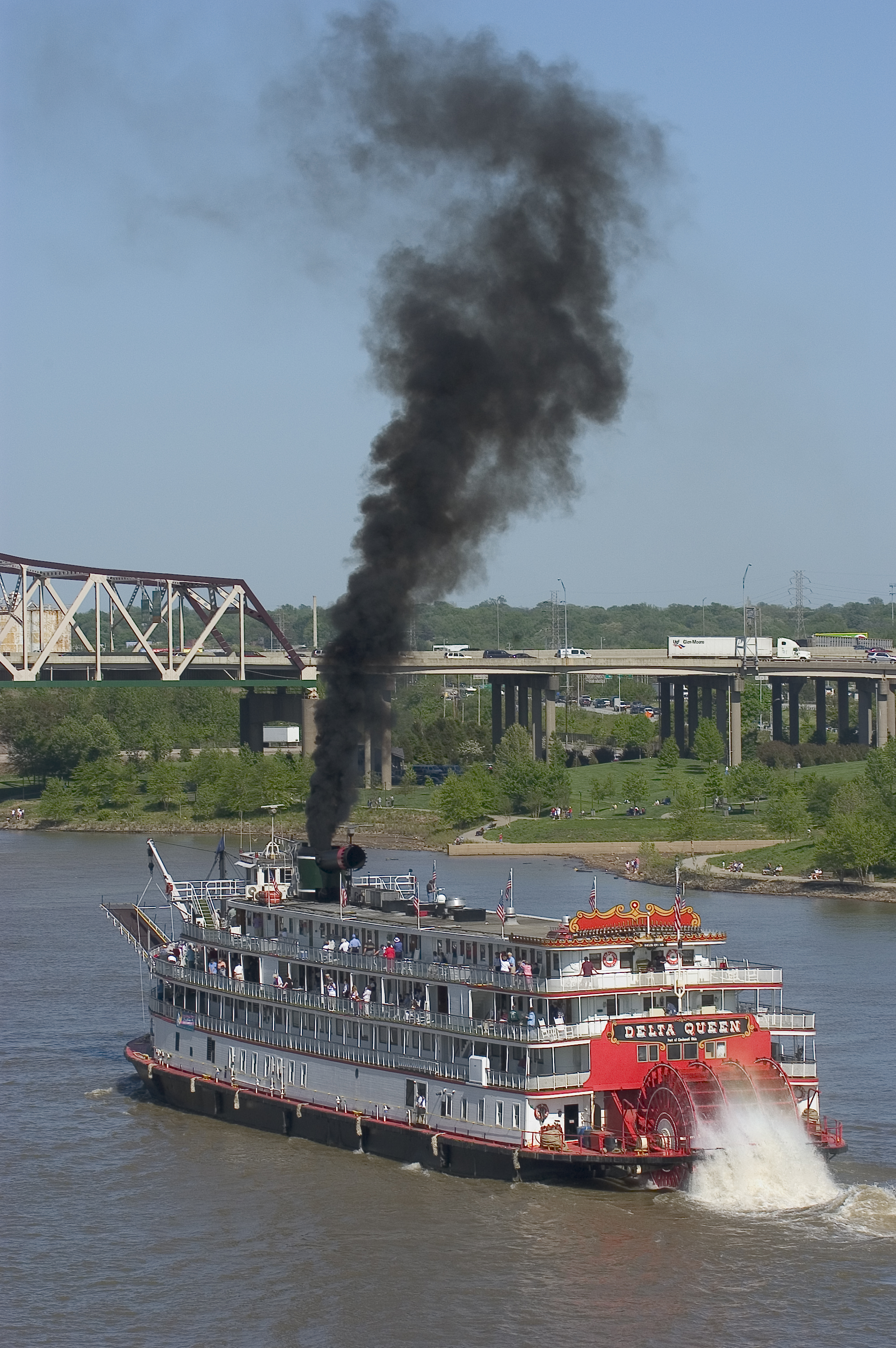
Delta Queen на старте «Great Steamboat Race» в Луисвилле (Кентукки) (2004)
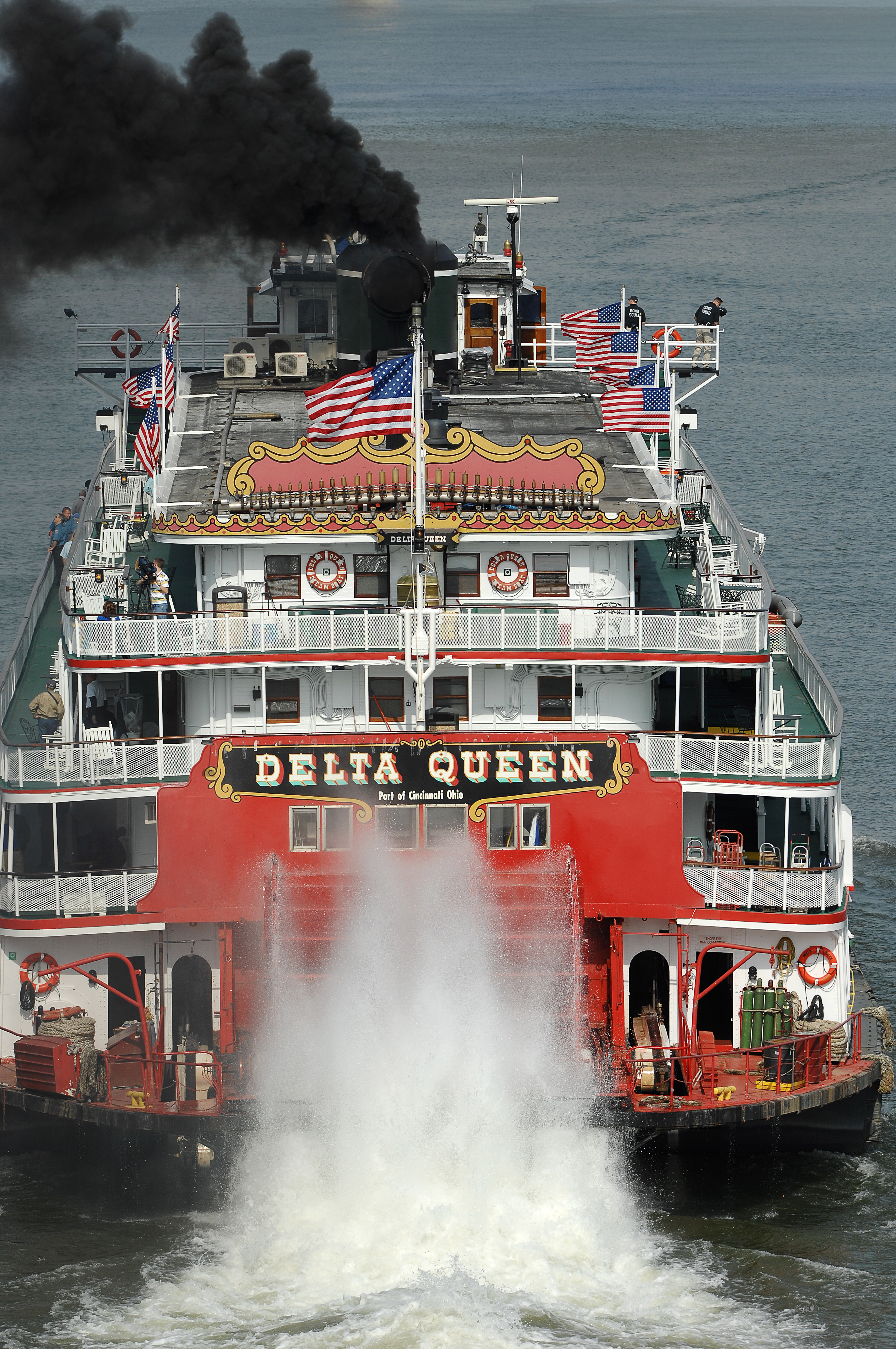
Delta Queen во время «Great Steamboat Race» (2008)